# Swjahel
Swjahel (ukrainisch Звягель, polnisch Zwiahel, jiddisch זוויל Zvil; bis 2022 Nowohrad-Wolynskyj, ukrainisch Новоград-Волинський, russisch Новоград-Волынский, polnisch Nowogród Wołyński) ist das Zentrum des gleichnamigen Rajons in der Oblast Schytomyr in der Ukraine mit 54.300 Einwohnern (1. Januar 2025), am Fluss Slutsch gelegen.

## Geschichte
Die Stadt wurde zum ersten Mal im Jahre 1256 unter dem Namen Woswjagel erwähnt. Ein Jahr später wurde sie vom galizischen Fürsten Daniel Romanowitsch von Galizien niedergebrannt. Später hieß die Stadt Swjagel. Bei der Zweiten Teilung Polens 1793 kam die Stadt unter russische Hoheit und wurde 1795 in Nowohrad-Wolynskyj umbenannt. Nach dem Polnisch-Sowjetischen Krieg und dem folgenden Frieden von Riga 1921 wurde sie Teil der Ukrainischen Sowjetrepublik der Sowjetunion. Die Grenze zu Polen verlief nur wenige Kilometer westlich. Die Stadt hatte eine erhebliche militärische Bedeutung, da sie an der nach Polen führenden Autostraße Kiew – Riwne – Luzk – Kowel – Lublin lag. Nach dem Überfall auf die Sowjetunion wurde sie 1941 von der Wehrmacht eingenommen und blieb bis Anfang 1944 unter deutscher Besatzung.
In Swjahel bestand zu Beginn des 20. Jahrhunderts eine namhafte jüdische Gemeinde. In der Stadt lebten etwa 10.000 Juden, das waren etwa 50 % ihrer Einwohnerschaft. Bei den Pogromen von 1919 wurden etwa 1.000 Juden durch die Truppen Symon Petljuras ermordet. Zu Beginn des Zweiten Weltkrieges lebten nur noch etwa 6.840 Juden in Swjahel; etwa 30 % der Bevölkerung. Im Jahr 1941 wurden mehrere hundert Juden bei Massenexekutionen durch deutsche Einsatzgruppen der Sicherheitspolizei und des SD ermordet. Die Mehrzahl der zunächst überlebenden Juden wurde ghettoisiert und dann im November 1942 ebenfalls ermordet. Die Große Synagoge wurde bei den Pogromen 1919 schwer beschädigt und danach wieder aufgebaut. Im Zweiten Weltkrieg (oder kurz danach) wurde sie endgültig abgerissen.
Im Zweiten Weltkrieg erlitt die Stadt wie alle 1943/44 von der Roten Armee im Kampf zurückeroberten Städte erhebliche Kriegsschäden. Seit dem Zerfall der Sowjetunion gehört die Stadt zur unabhängigen Ukraine.
Am 16. November 2022 wurde der Stadtname unter dem Eindruck des russischen Überfalls auf die Ukraine und der damit einhergehenden Derussifizierung auf die historische Form Swjahel zurück geändert.

## Verwaltungsgliederung
Am 1. November 2018 wurde die Stadt zum Zentrum der neugegründeten Stadtgemeinde Nowohrad-Wolynskyj (ukrainisch Новоград-Волинська міська громада/Nowohrad-Wolynska miska hromada), zu dieser zählten die 3 Dörfer Majstriw, Majstrowa Wolja und Makowyzi, bis dahin bildete sie die gleichnamige Stadtratsgemeinde Nowohrad-Wolynskyj (Новоград-Волинська міська рада/Nowohrad-Wolynska miska rada) im Zentrum des Rajons Nowohrad-Wolynskyj.
Am 12. Juni 2020 kamen noch die 11 in der untenstehenden Tabelle aufgelisteten Dörfer zum Gemeindegebiet. Mit der Umbenennung der Stadt am 16. November 2022 wurden auch der Name der Gemeinde und des  Rajons geändert, sodass dieser Rajon Swjahel heißt.
Folgende Orte sind neben dem Hauptort Swjahel Teil der Gemeinde:
| Name                     | Name              | Name                                |
| ukrainisch transkribiert | ukrainisch        | russisch                            |
| ------------------------ | ----------------- | ----------------------------------- |
| Aneta                    | Анета             | Анета                               |
| Bahate                   | Багате            | Богатое (Bogatoje)                  |
| Boryssiwka               | Борисівка         | Борисовка (Borissowka)              |
| Didowytschi              | Дідовичі          | Дедовичи (Dedowitschi)              |
| Horodyschtsche           | Городище          | Городище (Gorodischtsche)           |
| Hrud                     | Груд              | Груд (Grud)                         |
| Majstriw                 | Майстрів          | Майстров (Maistrow)                 |
| Majstrowa Wolja          | Майстрова Воля    | Майстрова Воля (Maistrowa Wolja)    |
| Makowyzi                 | Маковиці          | Маковицы (Makowizy)                 |
| Nataliwka                | Наталівка         | Наталовка (Natalowka)               |
| Oleksandriwka            | Олександрівка     | Александровка (Aleksandrowka)       |
| Pylypowytschi            | Пилиповичі        | Пилиповичи (Pilipowitschi)          |
| Stepowe                  | Степове           | Степовое (Stepowoje)                |
| Welykyj Molodkiw         | Великий Молодьків | Великий Молодьков (Weliki Molodkow) |

## Söhne und Töchter der Stadt
- Julian Ljublinski (1798–1873), russischer Dekabrist
- Mychajlo Petrowytsch Kossatsch (1869–1903), Physiker, Schriftsteller und Übersetzer
- Lessja Ukrajinka (1871–1913), Schriftstellerin und Dichterin
- Olha Kossatsch-Krywynjuk (1877–1945), Schriftstellerin, Literaturkritikerin, Übersetzerin, Lehrerin, Bibliografin, Ethnografin und Ärztin
- Jelena Jakowlewa  (* 1961), Schauspielerin
- Dmitri Iwanowitsch Dedow (* 1967), Jurist und Richter
- Oleksandr Pawljuk (* 1970), Generalleutnant
- Walerij Saluschnyj (* 1973), Militärführer
- Igor Dolgatschew (* 1983), Schauspieler (u. a. Alles was zählt)
- Andrij Blisnitschenko (* 1994), Fußballspieler
- Oleksij Kaschtschuk (* 2000), Fußballspieler

## Städtepartnerschaften
Swjahel und die deutsche Stadt Ludwigshafen am Rhein schlossen Ende 2022 eine Städtepartnerschaft.

## Sehenswürdigkeiten
Neben dem Haus der Offiziere liegt das 1995 eröffnete Denkmal für die Kriegsopfer des Künstlers Josef Tabachnyk.

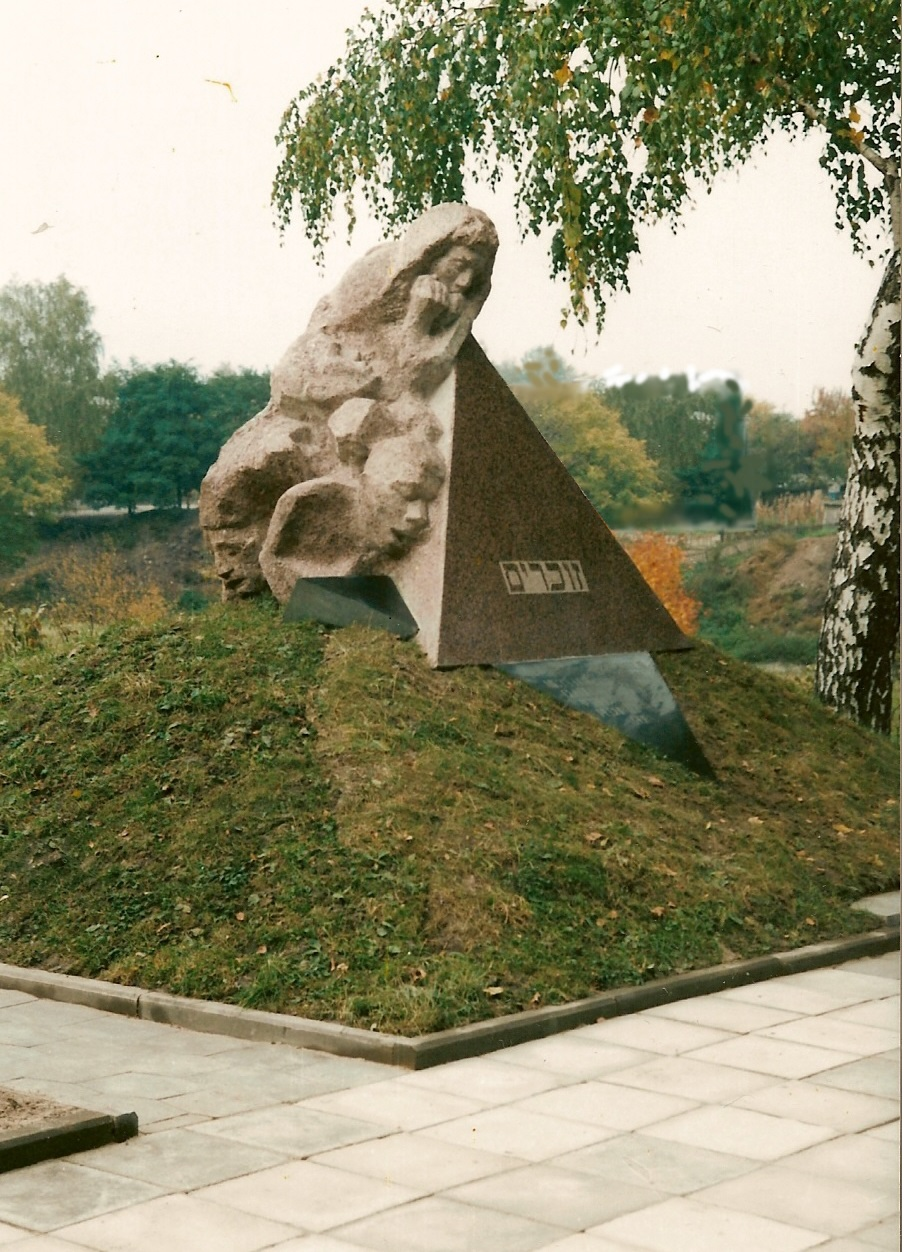
Denkmal für die Opfer der deutschen Nationalsozialisten auf dem Massengrab für die im Zweiten Weltkrieg erschossenen Juden
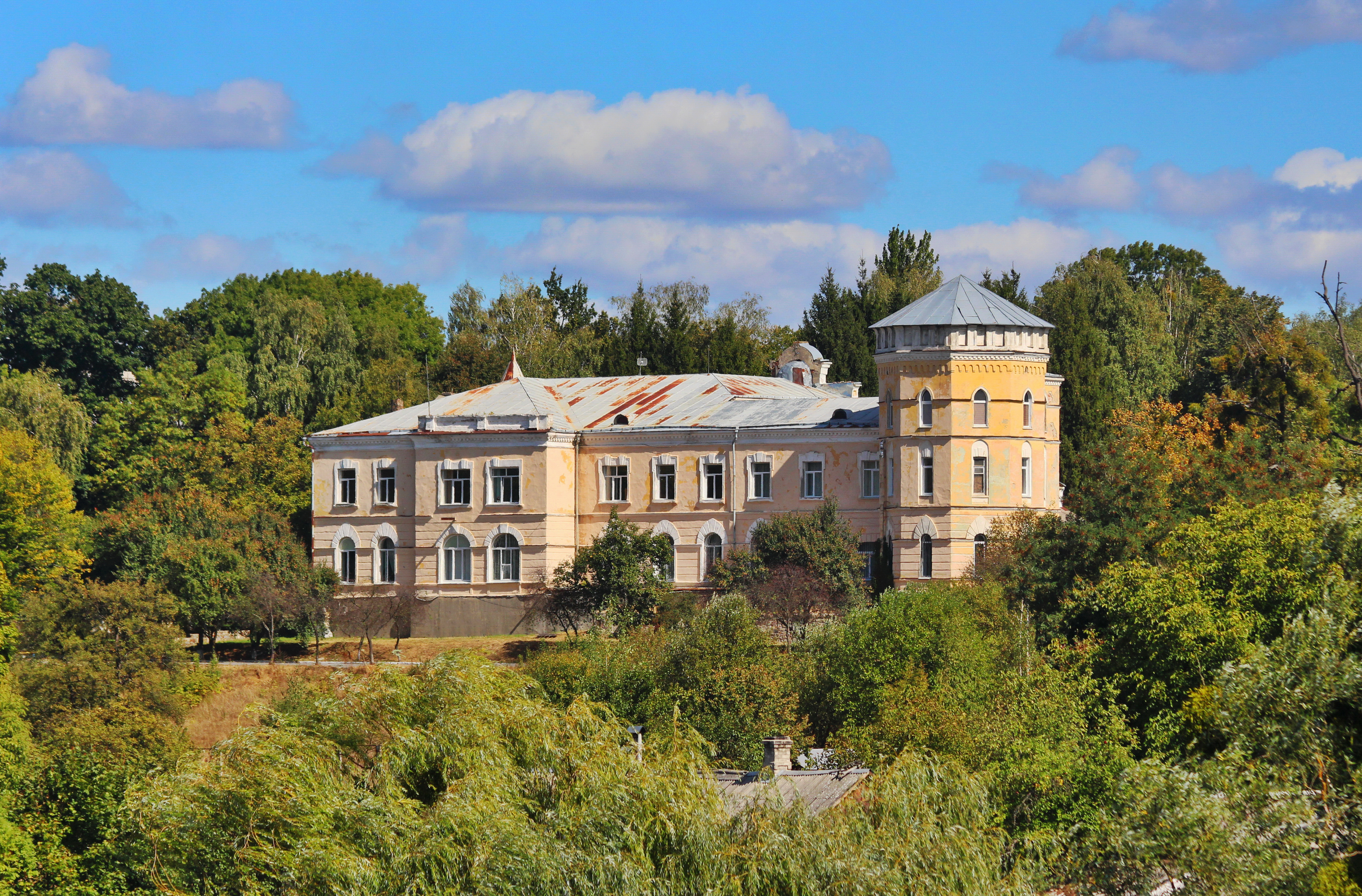
Mesenzewa-Palast
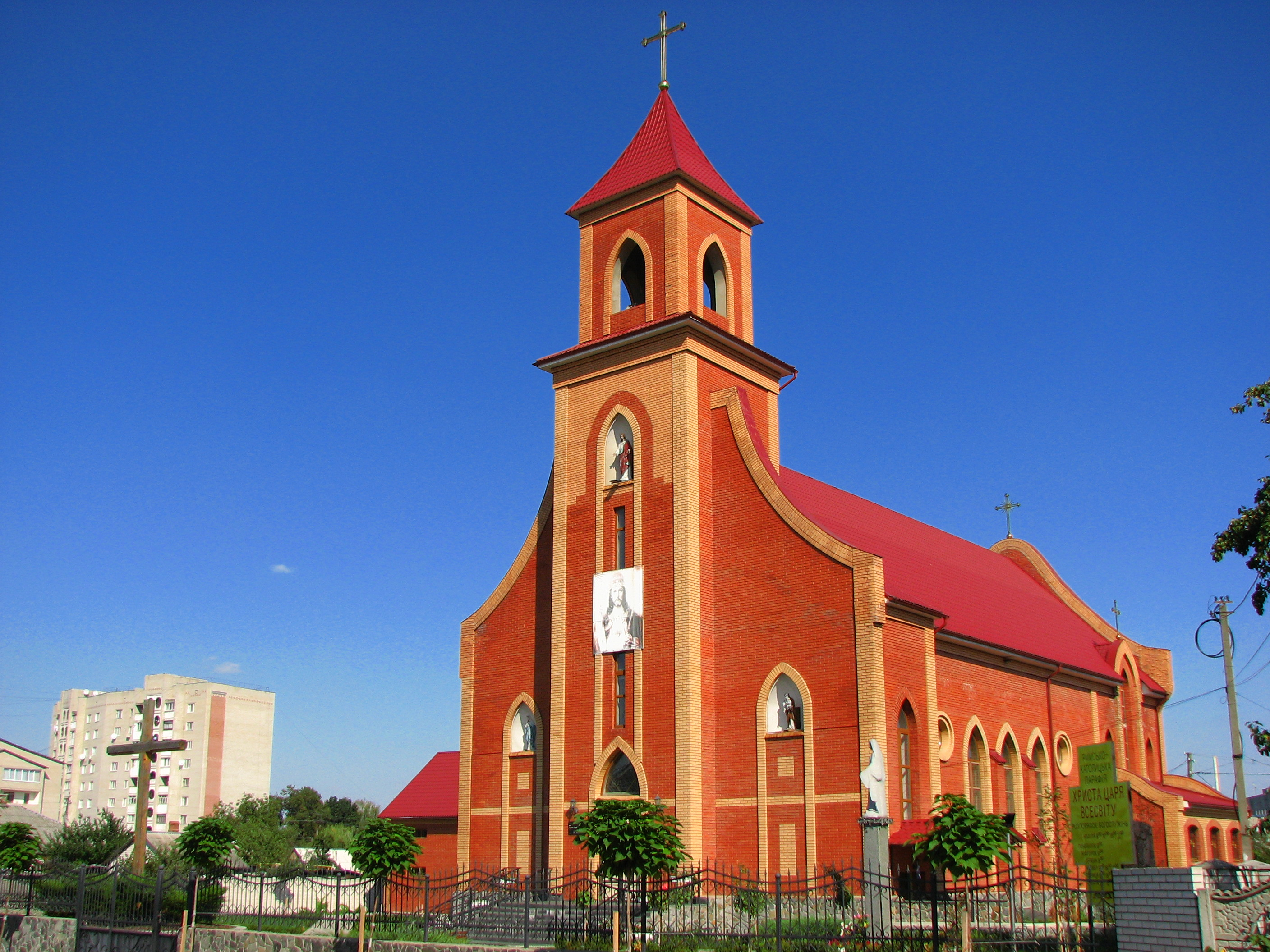
Christ-König-Kirche
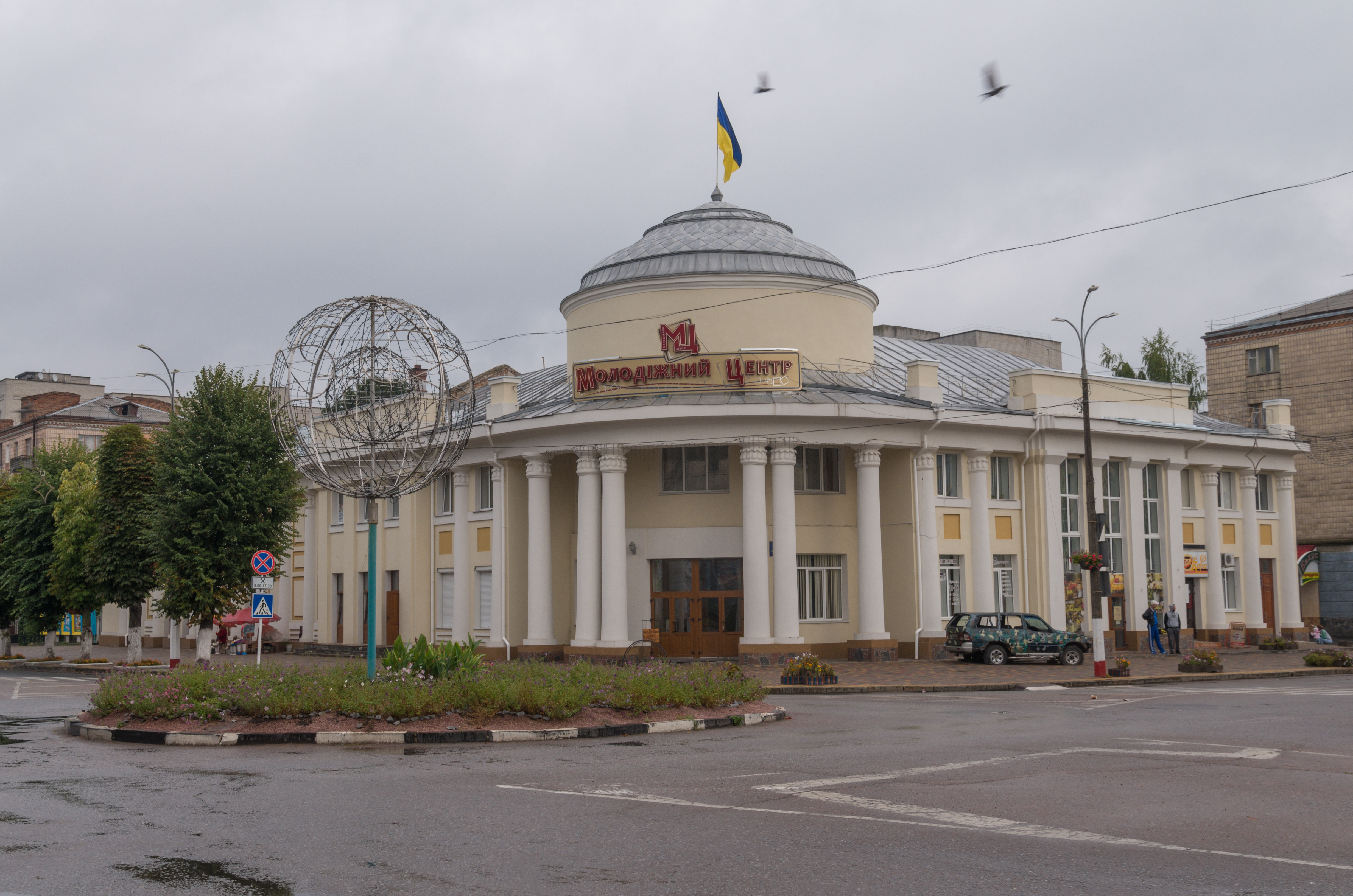
Kino-Theater